# Cebrio nigriceps
Cebrio nigriceps là một loài bọ cánh cứng trong họ Cebrionidae. Loài này được Fairmaire miêu tả khoa học năm 1873.